# ميتسوهيسا إشيكاوا
ميتسوهيسا إشيكاوا (石川 光久  ولد  30 أكتوبر1958)  رجل أعمال أنمي ياباني، مؤسس مشارك والرئيس الحالي والمدير التنفيذي لشركة  برودكشن آي جي بالإضافة  عن  كونه منتج الاستوديو.

## المهنية
ميتسوهيسا إيشيكاوا كان تنفيذي في بي تراين من عام 1997 إلى عام 2006 ، 
إشيكاوا بدور المنتج التنفيذي لسلسلة أنمي  أصل رن في اقتل بيل، و كان منتج من فلمي الشبح في شل ا. في عام 2005 ، إشيكاوا انضم أول التعاون الياباني-الولايات المتحدة، منذ افتتاح برودكشن آي جي فرع في لوس أنجلوس، IGPX: سباق الجائزة الكبرى(غراند بري)، إنتاج مشترك مع برودكشن آي جي و كرتون نتورك. إشيكاوا كما أنتج  باتمان: فارس غوثام، هالة الأساطير و جحيم دانتي: الرسوم المتحركة إبيك.
إيشيكاوا أيضا هو أحد مالكين تاتسونكو برودكشن و جزئيا من وقت المدير.

## وصلات خارجية
- ميتسوهيسا إشيكاوا  في شبكة أخبار الأنمي
- ميتسوهيسا إشيكاوا على موقع IMDb (الإنجليزية)
- ميتسوهيسا إشيكاوا على موقع قاعدة بيانات الفيلم (الإنجليزية)
- ميتسوهيسا إشيكاوا على موقع ANN person (الإنجليزية)
- Mitsuhisa إيشيكاوا الشخصية في ابرودكشن آي جي. كوم